# 渡邉由紀

渡邉 由紀（わたなべ ゆき、1981年4月22日 - ）は、日本の元声優。既婚。東京都出身、身長168cm、血液型はA型。

## 経歴・人物
以前はアイムエンタープライズの所属だったが、2004年に退社。現在は主婦兼動物病院の看護師をしている。声優業からは完全に引退しているものの、声優として同期の榎本温子と山本麻里安が主催するイベントにだけはゲストとして出演することがあり、3人の共演作である『彼氏彼女の事情』の楽曲を歌うこともある。
趣味はゴルフ・洋画鑑賞、特技は幼いころから学んでいるピアノ。頻度は減少したものの今もまだ学び続けている。
現在は愛犬とよく散歩にでるのが日課。幼馴染の会社の手伝いでたまにバイトをしている。
目が非常に悪いが、漫画好きにより漫画を読みすぎたのが原因とされる。

## 出演作品

### テレビアニメ
1998年
- 彼氏彼女の事情（宮沢月野）

2000年
- ブギーポップは笑わない Boogiepop Phantom（鈴木康子）
- はじめの一歩（女の子）

2001年
- 学園戦記ムリョウ（進藤秋美、中島碧、森村由香梨）
- 花右京メイド隊（さんご）

2003年
- 住めば都のコスモス荘 すっとこ大戦ドッコイダー（オギワラ）

2004年
- 妄想代理人（女子高生）

### ラジオ
※はインターネット配信。
- ラジオどっとあい 渡邉由紀のまんま見〜や（1999年、BBQR※）
- VOICE CREW（2000年、NACK5）

### CD
- 大学入試 ゴロで憶える古文単語ゴロ565 増補改訂版（ナレーション）